# 110-es busz (Budapest, 2007–2008)
A budapesti 110-es jelzésű autóbusz a Dísz tér és a Fény utcai piac között közlekedett a Budai Várnegyedben. A viszonylatot a Budapesti Közlekedési Zrt. üzemeltette.

## Története
2007. november 5-étől a Budavári Önkormányzat támogatásával egy új, 110-es jelzésű járat indult, amely a Dísz tér és a Fény utcai piac között közlekedett. 2008. szeptember 6-án, az új paraméterkönyv bevezetésével jelzése 116-osra változott.

## Útvonala
| Fény utcai piac felé | Dísz tér felé |
| --- | --- |
| Dísz tér vá. – Tárnok utca – Szentháromság tér – Hess András tér – Fortuna utca – Bécsi kapu tér – Ostrom utca – Várfok utca – Moszkva tér – Dékán utca – Retek utca – Fény utcai piac vá. | Fény utcai piac vá. – Retek utca – Dékán utca – Moszkva tér – Várfok utca – Ostrom utca – Bécsi kapu tér – Petermann bíró utca – Kapisztrán tér – Országház utca – Szentháromság tér – Tárnok utca – Dísz tér vá. |

## Megállóhelyei
| 0 | Fény utcai piac végállomás | 7 | 149                                                                              |
| 1 | Dékán utca                 | ∫ | 149                                                                              |
| 4 | Moszkva tér (Várfok utca)  | 4 | 5, 10, 22, 22, 28, 39, 56, 90, 90A, 128, 149, 156, 158, 190 4, 6, 18, 56, 59, 61 |
| 5 | Mátray utca                | 3 | 10                                                                               |
| 6 | Bécsi kapu tér             | 2 | 10                                                                               |
| 7 | Kapisztrán tér             | ∫ | 10                                                                               |
| 8 | Szentháromság tér          | 1 | 10                                                                               |
| 9 | Dísz tér                   | ∫ | Budavári sikló 10, 16                                                            |
| 9 | Dísz tér végállomás        | 0 | Budavári sikló 10, 16                                                            |